# Serrat de Berbui
El Serrat de Berbui és un serrat del terme municipal de Conca de Dalt, en el seu antic terme de Toralla i Serradell, en territori del poble de Toralla. És al nord-oest de Toralla, en el contrafort nord-oriental de la Serra de Sant Salvador, al nord-est de l'Arreposador, la Cova de Toralla i el Caixot, i al nord-oest del Turó de la Mola Mora, al sud-est de Fontfreda.